# Châtillon-sur-Chalaronne
Châtillon-sur-Chalaronne är en kommun i departementet Ain i regionen Auvergne-Rhône-Alpes i östra Frankrike. Kommunen ligger  i kantonen Châtillon-sur-Chalaronne som ligger i arrondissementet Bourg-en-Bresse. Kommunens areal är 17,98 km². År 2022 hade Châtillon-sur-Chalaronne 5 154 invånare.

## Befolkningsutveckling
Antalet invånare i kommunen Châtillon-sur-Chalaronne
Referens: INSEE